# 我的世界模組列表

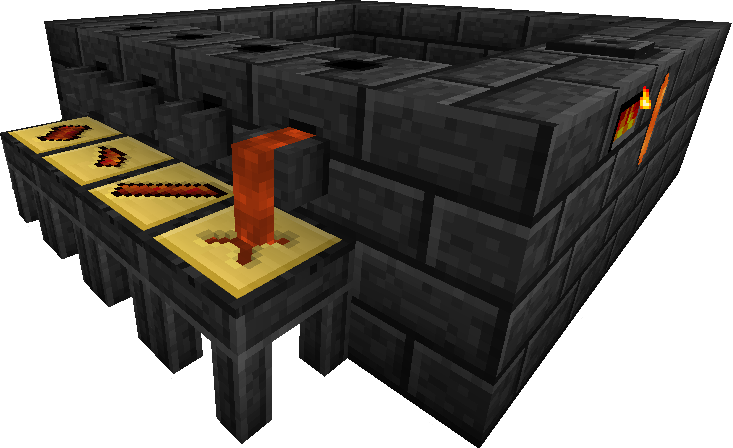
《Tinkers Construct》模組將鑄造的概念加入了遊戲，使得玩家可以將原始材料冶煉並鑄造成工具和武器的部件

Minecraft模組列表列出一系列較知名的Minecraft模組。Minecraft模組是由玩家製作且互相獨立的《Minecraft》遊戲修改，透過模組可以得到與官方不同的遊戲體驗。目前網路上有數以千計的Minecraft模組存在。
在Minecraft遊戲修改的相關創作中，又可以細分為模組、模組包、附加模組及插件，其功能不盡相同，例如模組為較大的遊戲修改、而插件通常只伺服端模組，客戶端不需安裝即可登入伺服器並遊玩；附加模組則為某個模組的模組（模組的遊戲修改或二次創作），用於改變某個模組的遊戲體驗，而模組包（Modpack）則是一系列模組的集合。

## 模組
正式的Minecraft模組數量不易估計，因為其數量十分龐大，且有的只支援新版、有的只支援舊版，難以統計出一個確切的數據，但根據一些模組發佈的網站可以得到大略值，例如Curse網站上就有超過1500個已發布的Minecraft模組，其中也包含了多種不同的模組種類，例如改變世界生成、角色扮演類、科幻類、奇幻魔法等不同類型。
舉例來說，有些模組添加了新的世界或維度，比如《Galacticraft》，這個模組允許玩家製造火箭以飛向月球和其他幾個幾個行星或其衛星，並收集該天體上的資源或建立基地或太空站；以及《暮光森林》模組（Twilight Forest），其創造了一個包含奇幻風格的森林之維度，玩家能夠進入探索、打怪並尋找寶藏
。
部分的模組主要著重於在遊戲中加入更多科技與技術的相關元素，透過添加各式各樣的機器，可以幫助玩家自動生成某些遊戲內材料。以技術為導向的模組例如《Extra Utilities》
，其於遊戲中加入了可用於產生電力的各種機器、以及隨機分類的其他方塊和物品；以及在Minecraft模組圈中十分經典的《BuildCraft》模組，其因建築與土木工程相關機器、泵和管道的多種變體而聞名
；以及《工業模組》（IndustrialCraft），其加入了金屬電動工具以及發電機，包括核反應堆、噴氣背包、動力裝甲和核能相關物品。
除了《工業模組》有加入了金屬武器外，也有其他模組有加入現代化類的武器，例如《Flan's Mod》，加入了不少現代戰爭用的武器，如槍枝、手榴彈和坦克車等等；另外一個加入金屬武器的模組則為《Tinkers Construct》模組，其允許使用鍛造和組裝工具部件的方式打造客製化的工具和武器，並引入了熔融冶煉的概念到遊戲。
亦有部分模組試圖改變Minecraft中的自然元素，例如《Natura》和《林業模組》（Forestry）加入了更多種類的樹木和作物，而《林業模組》還新增了多方塊的自動農場、養蜂系統以及蝴蝶生態系統；《Biomes O' Plenty》則加入了多種不同的生態圈；而《Mo' Creatures》模組則是著重在加入更多不同的動物到Minecraft內
；而《Pixelmon》（已停止開發）則將神奇寶貝的遊戲系統，例如以神奇寶貝球捕捉生物及使用生物進行戰鬥和部分的神奇寶貝世界觀及設定加到了Minecraft中；《JurassiCraft》及《Fossils & Archaeology》 則加入了些包含恐龍在內的古生物；而《CustomNPCs》 和 《Millenaire》則加入了更多的NPC。
亦有一些提供設定檔給玩家自定義遊戲功能的模組，例如《TerrainControl》允許玩家自定義生態系；《CustomSteve》則允許玩家載入mmd格式的動漫角色到遊戲；此外《Craft Tweak》、《Tree Tweaker》等數個名稱中含Tweake的模組則允許玩家自定義遊戲中的特定特性，而這類模組則使得模組包（同時安裝大量模組）而不破壞平衡成為可能。
然而，並非所有模組都會在遊戲中加入新的元素。部分模組透過加入GUI來輔助遊戲，例如小地圖模組《minimap》，以及試圖最佳化遊戲顯示以及運行流暢度的《Optifine》模組，以及允許玩家瀏覽Minecraft原始內容和已安裝之遊戲模組中的所有材料及物品，以及其製作方式的JEI模組（Just Enough Items）。

### 列表
| 名稱                                 | 遊戲 版本 | 穩定 版本                      | | 參考                      |
| ------------------------------------ | --------- | ------------------------------ | --- | ------------------------- |
| 《Forge》                            | 1.19.3    | 43.1.7 （2023年2月9日）        | 《Forge》模組是在Minecraft模組界中一個很重要的模組。《Forge》並沒有給Minecraft加入新的功能也沒有調整遊戲中的內容，其功能是允許同時間在同一個Minecraft客戶端中安裝並運行多個模組，其又稱為FML（Forge Mod Loader）。在《Forge》發布之前，當時流行的《工業模組》（IndustrialCraft）和《BuildCraft》並不能同時執行，因為他們的安裝方式是取代Minecraft客戶端Jar檔中的Class檔，由於都需要覆蓋相同的Minecraft基礎Java檔案，因此無法同時安裝，而Forge則利用了動態載入的方式，無須直接取代Jar檔中的檔案，使的多個模組要同時安裝時無須觸及其基本的程式碼                                     |                           |
| 《OptiFine》                         | 1.19.3    | HD U G9 （2023年2月9日）       | 最佳化遊戲顯示、運行流暢度以及光影功能的模組，能夠透過玩家自行製作的光影包來達到遊戲中不同的光影效果。 | [ 21 ] [ 10 ] [ 12 ]      |
| 《工業²》 （Industrial Craft²）      | 1.12.2    | 2-2.8.222 （2022年6月19日）    | 一個經典的模組之一，在Minecraft仍是Beta板時就已發布，其加入了許多現代化機械，如金屬電動工具以及發電機，包括核反應堆、噴氣背包、動力裝甲和核能相關物品。 |                           |
| 《BuildCraft》                       | 1.7.10    | 7.1.25 （2022年10月28日）      | 一個經典的模組之一，在Minecraft仍是Beta板時就已發布。其因建築與土木工程相關機器，包括建築、整地、採礦、泵和管線運輸的多種機械、道具和物品而聞名，其也經常被玩家搭配《工業》以及其他科技類的模組遊玩。 | [ iv ]                    |
| 《虚无世界》 （Advent of Ascension） | 1.19.2    | 3.6.17 （2022年10月22日）      | RPG内容风格模块，为《我的世界》加入22种维度。 | [ 23 ] [ 24 ]             |
| 《暮光森林》 （Twilight Forest）     | 1.19.2    | 4.2.301 （2022年10月28日）     | Minecraft論壇模組人氣排行票選中獲第二的異世界模組。創造了一個包含奇幻風格的森林之維度，玩家能夠進入探索、打怪並尋找寶藏 | [ 7 ]                     |
| 《天境》 （The Aether）              | 1.12.2    | 1.5.3.2 （2021年4月17日）      | Minecraft論壇模組人氣排行票選中獲第一的異世界模組。創造了一個位於雲層之上、充滿浮空島之維度，玩家能夠進入探索、打怪並尋找寶藏 |                           |
| 《GalactiCraft》                     | 1.12.2    | 4.0.4 （2022年10月26日）       | 這個模組定義了除了地球外的行星、小行星和衛星，並允許玩家製造火箭以飛向其他行星，並收集該天體上的資源或建立基地或太空站。亦有與其類似的模組，例如行星探險模組和月球模組。由於此題材也有一定受歡迎的程度，因此也出現了許多附加模組，如《Galaxy Space》、《ExtraPlanets》等附加模組。 | [ 25 ]                    |
| 《匠魂》 （Tinkers Construct）       | 1.18.2    | 3.5.2.40 （2022年9月20日）     | 引入了熔融冶煉的概念到遊戲，並允許使用鍛造和組裝工具部件，透過鑄造，使得玩家可以將原始材料冶煉並鑄造成工具和武器的部件，以打造客製化的工具和武器。 在這個模組中，玩家可以透過製作模具，並將融化的材料倒入模具中成形，以製造出工具和武器，感受有別於Minecraft原生使用3x3格子組合出工具之不同的體驗。 | [ 3 ] [ 9 ] [ 10 ] [ 15 ] |
| 《Extra Utilities》                  | 1.12.2    | 1.9.9 （2019年2月22日）        | 《Extra Utilities》於遊戲中加入了可用於產生電力的各種機器、以及隨機分類的其他方塊和物品 | [ iii ]                   |
| 《Flan's Mod》                       | 1.12.2    | 5.10.02021年4月15日            | 一個加入了不少現代戰爭用的武器，如槍枝、手榴彈和坦克車等等的模組 | [ 6 ] [ 11 ] [ 12 ]       |
| 《Natura》                           | 1.12.2    | 4.3.2.69 （2019年5月15日）     | 《Natura》透過更改世界生成和一些細微遊戲調整，使得玩家在遊戲初期不在需要透過獵殺動物來填飽肚子，有別於Minecraft原生的遊戲體驗。 | [ 10 ] [ 15 ]             |
| 《林業模組》 （Forestry）            | 1.16.5    | 6.0.14 （2022年7月5日）        | 《林業模組》加入了更多種類的樹木和作物、還新增了多方塊的自動農場、養蜂系統以及蝴蝶生態系統。 |                           |
| 《Pixelmon》                         | 1.16.5    | 9.0.11 （2022年10月17日）      | 《Pixelmon》將神奇寶貝的遊戲系統加到了Minecraft中，例如以神奇寶貝球捕捉生物及使用生物進行戰鬥和部分的神奇寶貝世界觀及設定Minecraft中和治療師、精靈寶可夢PC、交易機器、克隆機器和化石機器等神奇寶貝的遊戲系統的元素。 其將精靈寶可夢的玩法加入了Minecraft，例如玩家身上只能帶六隻精靈寶可夢以及捕捉寶可夢只能透過利用寶可夢與寶可夢寶可夢對戰，以及玩家首次進入地圖時可以選擇初始寶可夢等設定。另外亦設有使寶可夢學習招數的系統。 由於任天堂2017年時認為此模組侵犯版權，因此這個模組的原先作者被迫停止開發。 2018年時由新的作者以及開發團隊與原先作者合作重製該模組並繼續維護至今。 |                           |
| 《Mo' Creatures》                    | 1.12.2    | 12.0.5 （2018年10月17日）      | 《Mo' Creatures》是幾個有影響Minecraft官方的模組之一，其模組中加入了馬，後來由於玩家反應良好，因此Mojang請Drzhark協助在Minecraft遊戲標準版本加入了該模組中的馬匹 由於作者的模組內的生物從1.12.2之後被加入至遊戲沿用至今，因此該模組以停止維護。 |                           |
| 《CraftTweaker》                     | 1.19.2    | 10.0.14 （2022年10月25日）     | 允许你使用一种简单的脚本语言来自定义你的模组包或服务器，包括更改既有合成表、编写脚本事件、新增命令等等，为游戏带来了更多可能性。 |                           |
| 《Fabric Loader》                    | 23w06a    | 0.14.14 （2023年2月9日）       | 類似《Forge》，它也是一種模組加載器，本身不提供任何内容。目前，許多模組（尤其是優化模組）開始使用《Fabric Loader》和《Fabric API》，而這兩者一般需要同時使用。和《Forge》不兼容。 |                           |
| 《Fabric API》                       | 23w06a    | 0.73.5+1.19.4 （2023年2月9日） | 和《Fabric Loader》配套使用的模組 API，亦不提供任何内容。 |                           |

### 第三方伺服器軟體列表
| 名稱            | 遊戲 版本 | 穩定 版本        | | 參考 |
| --------------- | --------- | ---------------- | --- | ---- |
| 《Bukkit》      | 1.19.2    | （2022年8月5日） | 一個可以使開服者在Minecraft伺服端安裝插件，而玩家客戶端不需安裝任何模組或插件的第三方伺服器軟體，有時也被視為Minecraft的伺服端模組。曾發生過版權爭議，最終由Mojang接手解決爭議，但也導致其他使用相關程式碼的專案如CraftBukkit被迫終止。                        |      |
| 《CraftBukkit》 | 1.19.2    | （2022年8月5日） | 一個類似《Bukkit》同樣可以使開服者在Minecraft伺服端安裝插件，而玩家客戶端不需安裝任何模組或插件的第三方伺服器軟體，其引用了部分的《Bukkit》程式碼，由於《Bukkit》最終由Mojang接手，且變更了授權條款導致CraftBukkit因法律問題被迫終止，取而代之的是《Spigot》。 |      |

## 模組包
由於每個模組都是僅有特定一個方向或主題，但有許多玩家嘗試體驗多個模組的遊玩感受，因此會同時安裝多個模組，然而，安裝的模組數量變多時往往會有一些問題，如物品ID衝突或設定衝突，且不同模組同時安裝時可能也會影響遊戲平衡，因此出現了一個「模組包」的概念，即一系列模組的集合，通常也附帶經過調整的設定檔等檔案，要遊玩的玩家可以透過直接安裝模組包應用程式進行遊戲而無須對模組的安裝以及調校有所了解

。模組包設計者通常會透過設計讓不同模組的特性彼此交互影響以讓玩家達成特定的遊戲體驗

，有時也會透過配合修改設定檔或加入自定義紋理來進行輔助

。一些流行的模組包可透過一些第三方載入器下載安裝並執行，如Twitch桌面應用程序、《Feed the Beast》（FTB）、Technic Launcher和ATLauncher

。

### 列表
| 名稱                       | 遊戲 版本 | 穩定 版本 |                                            | 參考   |
| -------------------------- | --------- | --------- | ------------------------------------------ | ------ |
| 《Feed the Beast》 （FTB） | 1.19.2    | 1.4.0     | 提供了很多模組包的社群，並且有專用啟動器。 | [ 35 ] |

## 插件
我的世界插件指得是安裝了之後不會影響主要功能運作的模組，即只需要在客戶端或伺服端其中之一安裝，換句話說，客戶端裝了插件可以登入一般的伺服器，包括沒裝此插件的伺服器，也就是只有客戶端玩家能感受效果，例如改變顯示方式的模組。反過來說，伺服器安裝了插件，沒安裝此插件的客戶端玩家也可以登入此伺服器，換句話說，玩家可以不安裝任何模組或插件，藉由登入此種伺服器來感受不同的遊戲體驗，諸如權限、等級、虛擬貨幣和聊天格式等遊戲元素。安裝插件通常需要但三方程式來運作，例如一個由社群開發的一個由社區開發的名為「CraftBukkit」的獨立伺服器

，就是一個能讓伺服器端安裝插件的軟體。然而CraftBukkit因為法律問題遭到終止，它被另一個獨立伺服器spigot所替代。

### 列表
| 類型   | 名稱              | 遊戲 版本 | 穩定 版本               |                                | 參考 |
| ------ | ----------------- | --------- | ----------------------- | ------------------------------ | ---- |
| 伺服端 | 《WorldEdit》     | 1.19.2    | 7.2.6 （2022年8月7日）  | 一個可以輔助建築的插件         |      |
| 伺服端 | 《LoginSecurity》 | 1.15      | 3.0.2 （2020年4月27日） | 一個登入可設定密碼的伺服端插件 |      |

## 外部連結
- MinecraftForum 官網 （页面存档备份，存于）
- CurseForge官網 （页面存档备份，存于）
- Planet Minecraft上提供的我的世界模组 （页面存档备份，存于）